# Röthenbach (Souabe)
Pour les articles homonymes, voir Röthenbach.
Röthenbach (Allgäu) est une commune de Bavière (Allemagne), située dans l'arrondissement de Lindau, dans le district de Souabe.